# Francisco Aguilera Fernández
Francisco Aguilera Fernández, conegut com a Paco Aguilera (Barcelona, 1906-1986), fou un guitarrista català. Francisco Aguilera era fill de la bailaora malaguenya La Camisona i pare de Paco Aguilera, El Rondeño. Va fer de guitarrista per a espectacles de Manolo Caracol i de Lola Flores, amb els quals va enregistrar diversos discos. Va acompanyar els cantaores més famosos als anys quaranta del segle xx.